# +Bien
+Bien es la banda sonora de la película +bien dirigida por Eduardo Capilla y estrenada en 2001. Las 11 canciones fueron compuestas y ejecutadas por Gustavo Cerati, quien también actuó en la película.
El álbum fue nominado como Mejor Álbum Instrumental Pop para los Premios Grammy Latinos. Compuesto e interpretado por Gustavo Cerati con la colaboración de Leandro Fresco, Leo García y Flavio Etcheto en samplers, y Claudia Oshiro (voz en «Es solo una ilusión»). El crítico musical de Allmusic Iván Adaime dijo que el álbum "es un buen trabajo", y que a pesar de ser originalmente concebido como la banda sonora de la película, "realmente se destaca por sí mismo".
El tema instrumental +Bien fue interpretado por Cerati en algunos conciertos de su gira Siempre es Hoy.

## Lista de canciones
| N.º   | Título                  | Música                | Duración |  |
| 1.    | «La Costura de Dios»    | Cerati                | 2:40     |  |
| 2.    | «Kuro»                  | Cerati                | 4:03     |  |
| 3.    | «Es Solo una Ilusión»   | Cerati Claudia Oshiro | 3:38     |  |
| 4.    | «Paracaídas»            | Cerati                | 3:29     |  |
| 5.    | «Regando»               | Cerati                | 2:57     |  |
| 6.    | «La Costura de Dios V2» | Cerati                | 1:48     |  |
| 7.    | «Símil Paraíso»         | Cerati                | 2:59     |  |
| 8.    | «Todos Duermen»         | Cerati                | 1:31     |  |
| 9.    | «Llegaste»              | Cerati                | 4:00     |  |
| 10.   | «Paisaje Porcelana»     | Cerati                | 1:50     |  |
| 11.   | «+Bien (Peli Mix)»      | Cerati                | 5:17     |  |
| 34:12 |                         |                       |          |  |